# Sean Scannell
Pour les articles homonymes, voir Scannell.
Sean Scannell (né le 17 septembre 1990 à Croydon, dans le Grand Londres, est un footballeur irlandais. Il joue depuis 2020 au poste d'attaquant pour le club de Grimsby Town.

## Carrière
Né d'un père irlandais, ascendance lui permettant de jouer pour la sélection irlandaise espoirs dès 2008, Sean Scannell est formé au club anglais de Crystal Palace à partir de 14 ans. Il se fait remarquer lors de la saison 2006-2007 au cours de laquelle il inscrit 23 buts et signe son premier contrat professionnel la saison suivante.
Il joue son premier match officiel le 15 septembre 2007 lors de la rencontre Crystal Palace-Sheffield Wednesday. Il entre à la 57e en remplacement de Franck Songo'o alors que les deux équipes sont à égalité 1-1. À la 90e minute, il est l'auteur du but victorieux.
Le 19 juillet 2018, il rejoint Bradford City.
Le 2 septembre 2020, il rejoint Grimsby Town.

## Statistiques
| Saison      | Club              | Pays         | Championnat        | Coupes nationales |
| ----------- | ----------------- | ------------ | ------------------ | ----------------- |
| 2007 - 2008 | Crystal Palace    | Championship | 24 matchs / 2 buts | 1 match           |
| 2008 - 2009 | Crystal Palace    | Championship | 25 matchs / 2 buts | 2 matchs / 1 but  |
| 2009 - 2010 | Crystal Palace    | Championship | 26 matchs / 2 buts | 3 matchs          |
| 2010 - 2011 | Crystal Palace    | Championship | 19 matchs / 2 buts | -                 |
| 2011 - 2012 | Crystal Palace    | Championship | 37 match / 4 buts  | 4 matchs          |
| 2012 - 2013 | Huddersfield Town | Championship | 8 matchs           | -                 |

Dernière mise à jour : 8 août 2011